# 鎧を着けた戦士の肖像

ティツィアーノ『鏡の前の女』(1515年ごろ)、ルーヴル美術館

『ガストン・ド・フォワの肖像』（ガストン・ド・フォワのしょうぞう、伊:Ritratto di Gaston de Foix）としても知られる『鎧を着けた戦士の肖像』（よろいをつけたせんしのしょうぞう、英:Portrait of a Clad Warrior）は、イタリアの盛期ルネサンスの画家、ジョヴァンニ・ジローラモ・サヴォルドによる1529年の絵画である。フランスのフランソワ1世がフォンテーヌブロー宮のために求めた作品で、現在、パリのルーヴル美術館に収蔵されている。
人物は伝統的にフランスの軍事指導者、ガストン・ド・フォワ　（ヌムール公）、または自画像と見なされているが、どちらの仮説についても証拠となる書類はない。しかし、作品の制作年を1525年頃としているルーヴル美術館は、人物は1511年にミラノに行ったガストン・ド・フォワではありえず、兵士に扮した画家の自画像であるとしている</ref>。
本作は、2つの鏡のある小さな部屋にいる鎧を着けた男性を描いている。鏡の効果を使った構図は、ジョルジョーネやティツィアーノの作品に影響を受けている。2人と同様にサヴォルドも絵画の彫刻に対する優位を示そうとしている</ref>。男性は棚に斜めに横たわり、片方の手は自身の反射像を指している。 3つの光源（前面、背面、側面）の存在は、ジョルジョーネの失われた作品に触発されている。

## 関連作品
- アンドレア・オドーニの肖像